# Kern Cupid
Kern Cupid (Chaguanas, 11 aprile 1984) è un ex calciatore trinidadiano, di ruolo difensore.